# 6363 Doggett
6363 Doggett è un asteroide della fascia principale. Scoperto nel 1981, presenta un'orbita caratterizzata da un semiasse maggiore pari a 2,3110666 UA e da un'eccentricità di 0,1467430, inclinata di 5,65466° rispetto all'eclittica.